# Prameniště Teplé
Prameniště Teplé je přírodní rezervace, byla vyhlášena v roce 1993 a nachází se u obce Zádub-Závišín nedaleko Mariánských Lázní. Důvodem ochrany je komplex podmáčených luk a lesních porostů s typickými společenstvy v prameništi řeky Teplé. Péčí o území je pověřena správa CHKO Slavkovský les.

## Popis oblasti
Chráněné území leží necelé tři kilometry od centra Mariánských Lázní. Jde o mělkou pramennou pánev říčky Teplé se třemi rybníčky. Ty jsou obklopené podmáčenými loukami, močály a parkovými lesíky smrku (Picea) a olše (Alnus).

## Flóra
Rostlinstvo zde reprezentují tyto druhy kruštík bahenní (Epipactis palustris), bahnička chudokvětá (Eleocharis quinqueflora), bařička bahenní (Triglochin palustre), upolín nejvyšší (Trollius altissimus), suchopýr širolistý (Eriophorum latifolium), vachta trojlistá (Menyanthes trifoliata), prstnatec Fuchsův (Dactylorhiza fuchsii), ostřice blešní (Carex pulicaris) nebo klikva bahenní (Oxycoccus palustris), ostřice prosová (Carex panicea) a lýkovec jedovatý (Daphne mezereum).

## Fauna
Živočišstvo je zde zastoupeno především motýly a brouky a některými vzácnými druhy ptáků. Z motýlů zde nalezneme hnědáska rozrazilového (Melitaea diamina), hnědáska chrastavcového (Euphydryas aurinia). Brouky pak zastupují tyto čeledi Chrysomelidae, Bruchidae, Urodontidae, Anthibidae a Curculionidae, z nichž řada je zařazena v Červeném seznamu mezi druhy kriticky ohrožené nebo ohrožené – Apteropeda globosa, Chaetocnema aerosa, Chrysolina polita, Galeruca laticollis, Longitarsus apicalis, Neocrepidodera nigritula, Psylliodes cucullatus.  Mezi  ptáky zde najdeme čápa černého (Ciconia nigra), sýce rousného (Aegolius funereus) nebo ťuhýka šedého (Lanius excubitor).

## Další fotografie

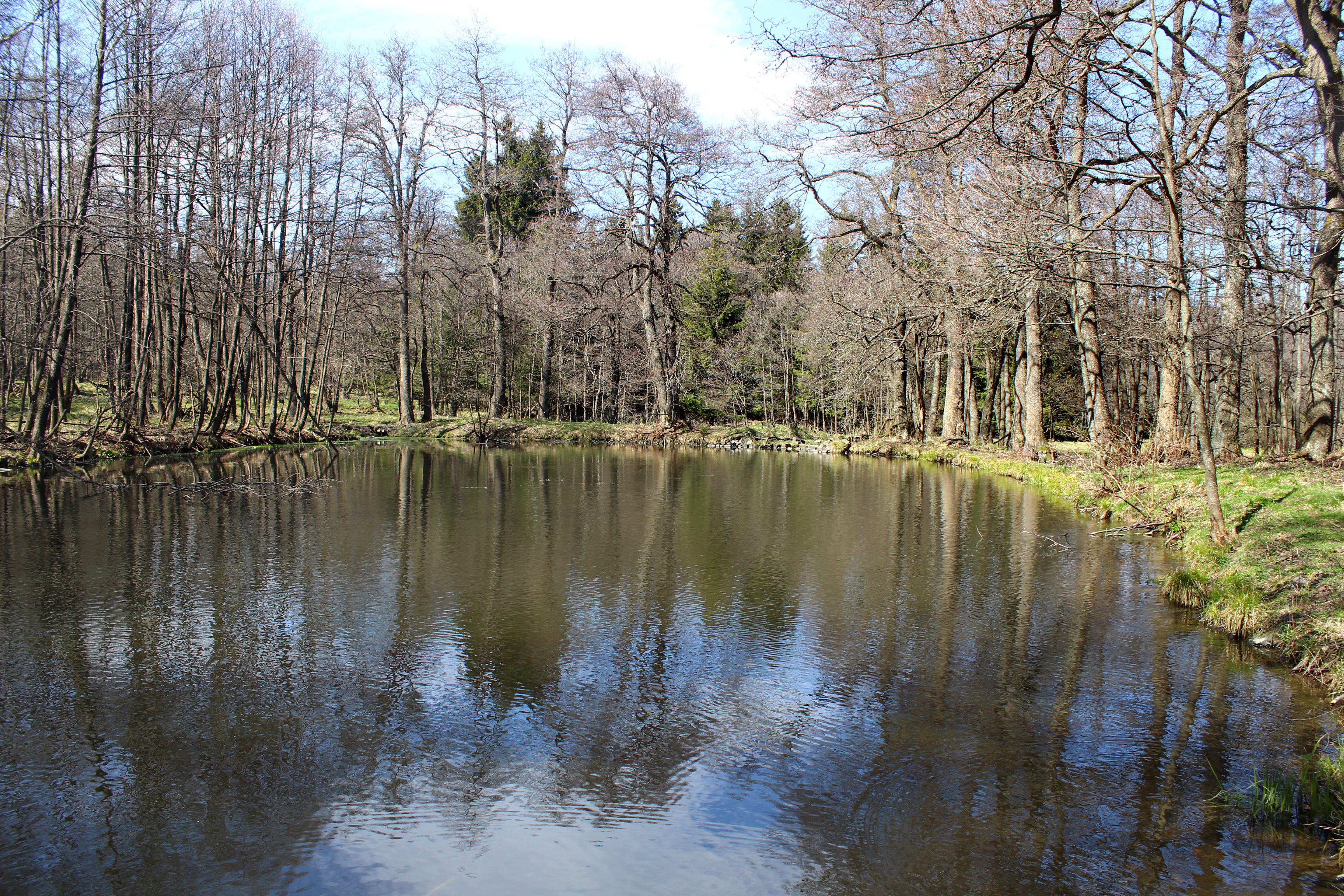
Menší rybníček
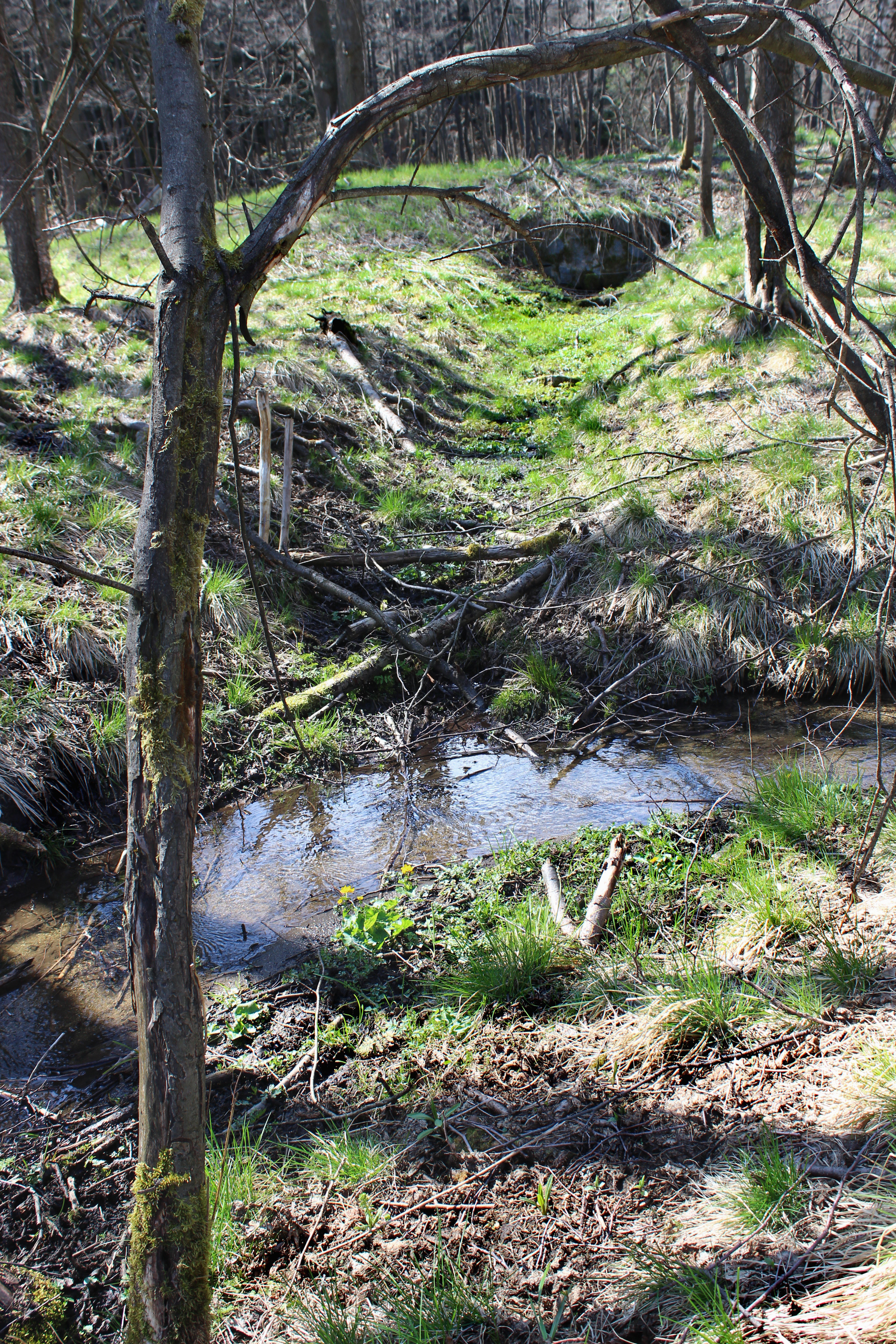
Jedna ze zdrojnic řeky Teplé
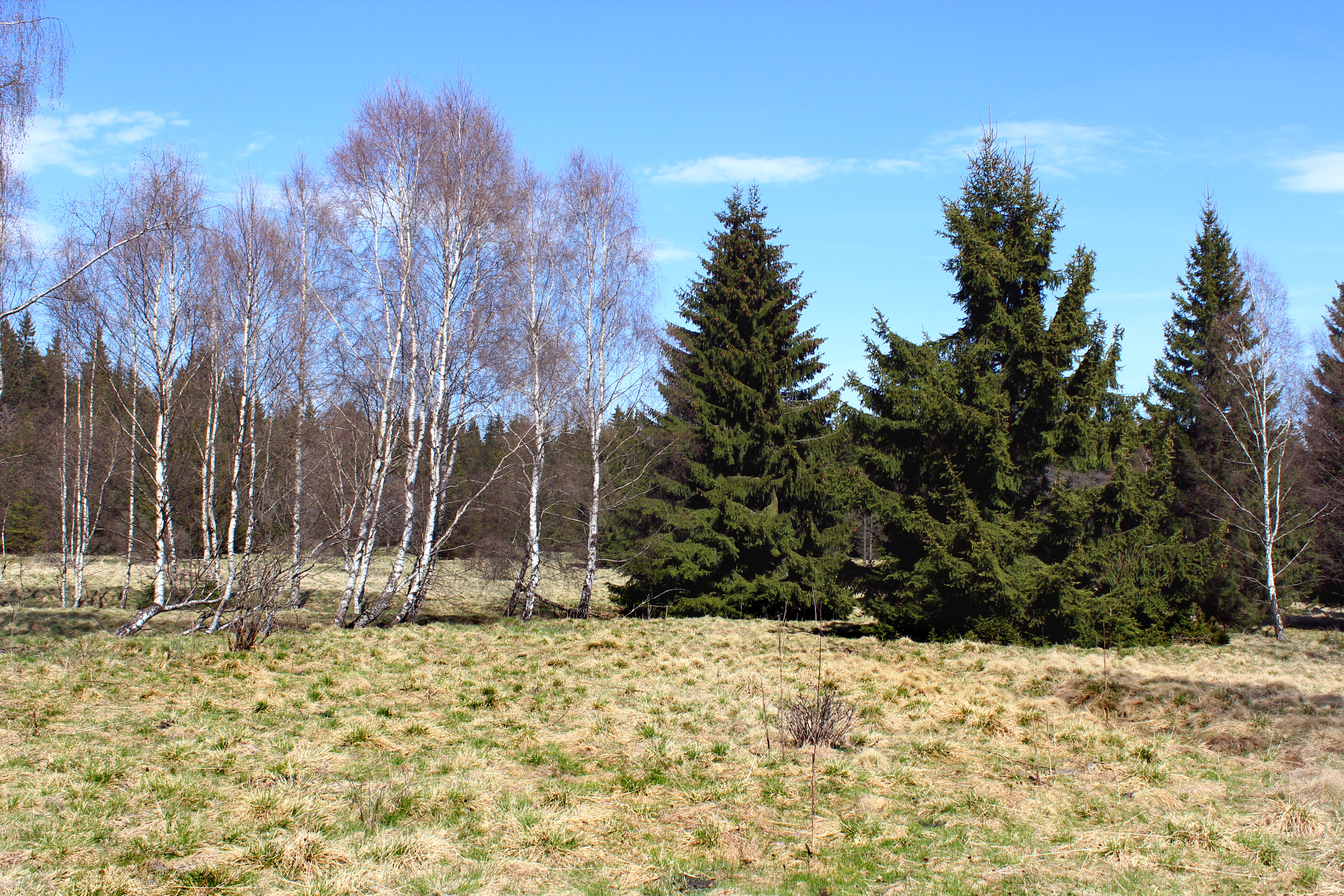
Břízy u zavodněných struh
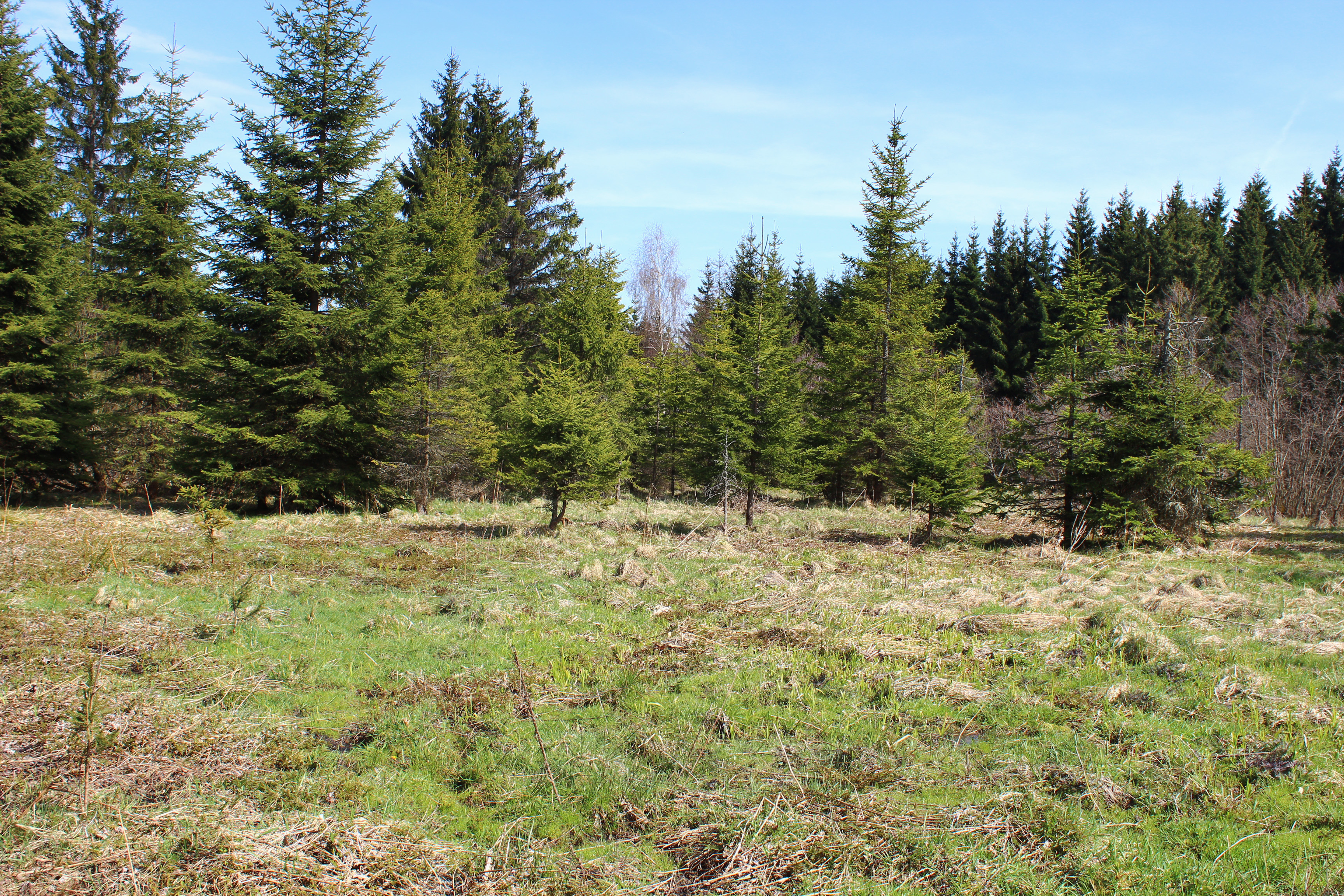
Smrky na okraji rezervace